# Rhacophorus turpes
Rhacophorus turpes es una especie de anfibio anuro de la familia Rhacophoridae. Solo se ha encontrado en Htingnam, parque nacional Hkakabo Razi, en el extremo norte de Birmania. Se sabe muy poco de esta especie. Desde que los especímenes sobre la base de los que se describió la especie fueron colectados en 1937-1939, no se ha vuelto a ver.